# Otto Nasse
Otto Johann Friedrich Nasse (* 2. Oktober 1839 in Marburg; † 20. Oktober 1903 in Freiburg im Breisgau) war ein deutscher Mediziner und Hochschullehrer.

## Leben
Otto Nasse wurde als Sohn des Marburger Arztes und Hochschullehrers Hermann Nasse und Enkel des Professors Christian Friedrich Nasse geboren. Er studierte Medizin an den Universitäten Marburg, Berlin und Wien. 1862 promovierte er in Marburg zum Doktor der Medizin, Chirurgie und Geburtshilfe. Die Universität Halle habilitierte ihn 1864. Seit 1872 wirkte Nasse dort als außerordentlicher Professor. In dieser Zeit beschäftigte er sich insbesondere mit Geburtshilfe. Als ordentlicher Professor wechselte er 1880 an die Universität Rostock. Dort lehrte er Pharmakologie und physiologische Chemie. Außerdem hatte er 1886/1887 das Rektorat inne.
Nasse starb 64-jährig in Freiburg.

## Veröffentlichungen
- Die Schleimhaut der inneren weiblichen Geschlechtsteile im Wirbeltierreich (Dissertation, 1862)
- De materiis amylaceis num in sanguine mammalium inveniantur disquisito (Habilitationsschrift, 1864)
- Beiträge zur Physiologie der Darmbewegungen (1866)
- Zur Anatomie der quergestreiften Muskelsubstanz (1882)